# Quarantasette morto che parla
Pour plus de détails, voir Fiche technique et Distribution.
Quarantasette morto che parla est une comédie italienne réalisée par Carlo Ludovico Bragaglia et sortie en 1950.
Il s'agit d'une adaptation libre de la pièce de théâtre d'Ettore Petrolini.

## Synopsis
Campanie, 1903. Dans un village indéterminé, le baron avare Antonio Peletti hérite de son père un coffret contenant des pièces précieuses et des bijoux d'une valeur inestimable. Dans son testament, le défunt avait exprimé le souhait de céder la moitié du domaine à la commune pour la construction d'une école, et l'autre moitié à son abject neveu, Gastone, le fils d'Antonio, amoureux de la servante Rosetta.
Mais le baron Antonio, pour ne pas se séparer du trésor, nie l'avoir trouvé et prétend ainsi ne pas pouvoir en donner la moitié à la commune. Un jour, Gastone découvre la cachette du coffret et remplace son contenu par divers pesons, puis s'enfuit à Naples avec sa bien-aimée Rosetta et pour voir le notaire afin qu'il puisse enfin faire respecter le testament de son grand-père, en accordant la moitié de l'argent à la commune.
L'école doit être construite au plus vite : en effet, les enfants sont obligés de faire 4 km aller et 4 km retour pour se rendre à l'école communale du village voisin. Afin de découvrir où l'homme riche cache son trésor, les conseillers municipaux, avec l'aide d'une troupe de théâtre, lui font croire qu'il est mort et qu'il se trouve dans l'au-delà. D'abord, avec l'aide du pharmacien, ils administrent au baron un jus de pavot, lui faisant croire qu'il a absorbé un puissant arsenic ; à son réveil, le baron se retrouve dans les champs sulfureux, dans une atmosphère quasi dantesque. Alors, se croyant mort et sous la menace de terribles châtiments pour son avarice de la vie, le baron Peletti révèle la cachette du trésor : le coffre contenant les louis d'or et les bijoux se trouve en fait dans la chambre à coucher de Peletti, sous des tapis.
Ayant découvert la supercherie, le baron tombe malade et est cru mort par ses concitoyens. À son réveil, il envisage de faire goûter aux auteurs du plan leur propre médecine : à la suggestion de l'actrice Marion Bonbon, qui l'avait piégé en se faisant passer pour un guide spirituel de l'au-delà, le baron s'introduit dans la maison du maire, se faisant passer pour un fantôme et demandant à récupérer le coffret pour se faire pardonner d'avoir causé la mort du baron. Juste avant de quitter la maison, la couverture est rompue et Peletti arrive à temps pour confier le trésor à Bonbon, qui s'enfuit avec le colonel Bertrand de Tassigny, laissant son complice les mains vides.
Le baron Peletti ne laisse pas de répit et poursuit l'actrice : il parvient à monter dans la montgolfière en direction de Paris avec Marion et Bertrand, peu avant leur départ. Au cours du voyage, la montgolfière est endommagée et tous trois doivent se débarrasser des objets les plus lourds pour poursuivre le vol et ne pas s'écraser ; le baron est donc contraint de jeter sa boîte à la mer, désormais résigné à la perte définitive de sa fortune. Lorsque la nouvelle de la disparition des trois hommes, qui ne sont jamais arrivés à Paris, parvient au village, les citoyens décident d'ériger un buste à la mémoire du défunt Baron devant les écoles communales, dont la construction est financée par l'argent remis par Gastone au maire.
Après avoir fait naufrage en Sardaigne, le baron Peletti revient au village à dos d'âne pendant la cérémonie d'inauguration de l'école : à l'incrédulité générale, le baron approuve le mariage de son fils et sa décision de faire don de l'argent pour la construction de l'école.

## Fiche technique

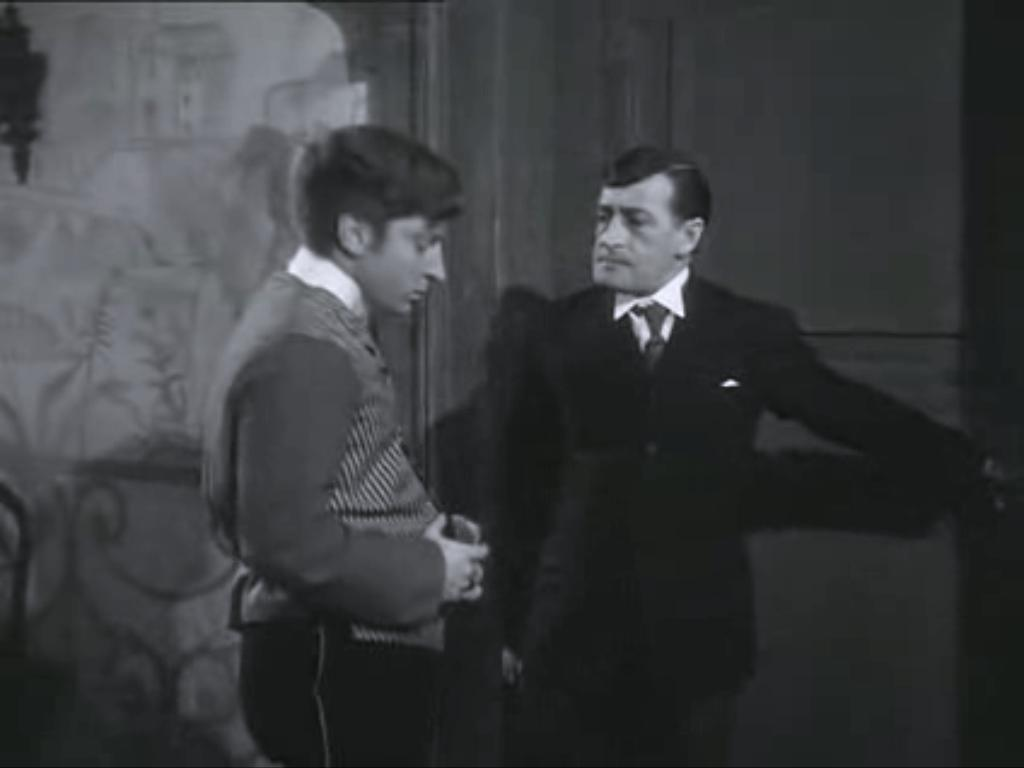
Carlo Croccolo et Totò dans une scène du film.

- Titre original italien : Quarantasette morto che parla ou 47 morto che parla[2]
- Réalisateur : Carlo Ludovico Bragaglia
- Scénario : Vittorio Metz, Age-Scarpelli, Marcello Marchesi, Nicola Manzari d'après la pièce de théâtre d'Ettore Petrolini
- Photographie : Mario Albertelli (it)
- Montage : Giuliana Attenni
- Musique : Ezio Carabella
- Décors : Alberto Boccianti (it)
- Costumes : Mario Rappini
- Production : Isidoro Broggi
- Société de production : Pro Films - Produzione Films Cinematografici
- Pays de production :  Italie
- Langue originale : italien
- Format : Noir et blanc - 1,37:1 - Son mono - 35 mm
- Durée : 82 minutes
- Genre : Comédie
- Dates de sortie :
  - Italie : 25 décembre 1950 (Milan) ; 2 janvier 1951 (Turin) ; 5 janvier 1951 (Rome)

## Distribution
- Totò : Baron Antonio Peletti
- Silvana Pampanini : Marion Bonbon
- Carlo Croccolo : le serveur Gondrano
- Aldo Bufi Landi : Gastone Peletti
- Adriana Benetti : Rosetta
- Arturo Bragaglia : le maire Tiburzi
- Tina Lattanzi : Susanna, la femme du maire
- Gildo Bocci : le boucher
- Franco Pucci : le médecin
- Eduardo Passarelli : le pharmacien
- Dante Maggio : Dante Cartoni
- Mario Castellani : le colonel Bertrand Jean de Lattre de Tassigny
- Gigi Reder : voleuse de billets à la station thermale
- Diana Lante : complice du canular
- Gustavo Serena : complice du canular
- Totò Mignone : gardien du cimetière

## Production
Le scénario est librement adapté la pièce du même nom d'Ettore Petrolini ; le personnage du baron Peletti est cependant très éloigné de celui de la pièce. Le film est également inspiré de L'Avare de Molière.

### Tournage
Le tournage commence à l'automne 1950 et le film est tourné presque entièrement aux studios Titanus de Farnesina. La ville que l'on voit au début du film est Villetta Barrea, dans les Abruzzes. Les scènes du faux brasier sont tournées à la solfatare de Pouzzoles : au lieu d'utiliser des effets spéciaux, il a été décidé d'utiliser directement les cheminées de gaz sulfureux fumants ; de cette façon, le paysage semblait encore plus naturel.

## Exploitation
Le film a très bien marché en Italie, cumulant 4,7 millions d'entrées et se classant à la 7e place du box-office Italie 1950,.